# Сенченко Андрій Віленович
Андрі́й Віле́нович Се́нченко (нар. 1 листопада 1959, Сімферополь, Кримська область, Українська РСР) — український політик, громадський і державний діяч, з 1997 по 2006 займався бізнесом. Народний депутат України V, VI, VII скликань.
До 2019 був членом партії «Батьківщина», з 2005 — головою її Кримського відділення.
З 2019-го — лідер партії «Сила права». Засновник Чорноморської телерадіокомпанії (1993). Т.в.о. заступника глави Адміністрації Президента (березень-серпень 2014). Голова громадського правозахисного руху «Сила права».
Координатор «Воєнного кабінету» Юлії Тимошенко з 30 жовтня 2018 до 28 травня 2019.

## Життєпис
- 1977–1983 — навчався на факультеті машинобудування Ленінградського механічного інституту (нині Балтійський державний технічний університет «Воєнмєх») за спеціальністю «Виробництво літальних апаратів (ракетобудування)».
- 1980 — тесляр у складі студентського будзагону на будівництві Байкало-Амурської магістралі СМП-575 тресту «Нижньоангарськтрансбуд».
- 1983–1984, — майстер цеху, 1984 — інженер відділу праці та зарплати, 1984–1986 — заступник секретаря, секретар Комітету комсомолу Сімферопольського заводу «Фіолент».
- 1986–1990 — на виборних посадах в ЛКСМУ Криму.
- 1990–1991 — голова Комітету у справах молоді Кримського облвиконкому.
- 1991–1993 — голова Комітету у справах молоді Ради міністрів Автономної Республіки Крим.
- 1993–1997 — заступник голови Ради міністрів, віце-прем'єр з питань економіки і економічних реформ Автономної Республіки Крим. Вперше домігся профіцитного бюджету автономії протягом двох років. З 1994 — державний службовець першого рангу; капітан третього рангу запасу.
- 1997–2000 — член ради директорів (директор по Україні, Росії, Західній Європі) компанії «IFEX Global».
- 2001–2006 — голова наглядової ради ЗАТ «Сучасні інформаційні технології». 2007 року в рейтингу 100 найбільших платників податків — кандидатів у депутати посів 24 місце зовсім трохи поступившись Рінату Ахметову (23 місце).[5]
- Квітень 2002 — травень 2006 — депутат Верховної Ради Автономної Республіки Крим.
- 2006–2014 — Народний депутат України.

## Парламентська діяльність
Народний депутат України 5-го скликання з 25 травня 2006 до 19 червня 2007 від «Блоку Тимошенко», № 81 в списку. На час виборів: голова наглядової ради ЗАТ «Сучасні інформаційні технології», член ВО «Батьківщина». Член фракції «Блок Юлії Тимошенко» (з травня 2006). Голова підкомітету з питань державної економічної, цінової та тарифної політики Комітету з питань економічної політики (з липня 2006). 19 червня 2007 достроково припинив свої повноваження під час масового складення мандатів депутатами-опозиціонерами з метою проведення позачергових виборів до Верховної Ради України.
Нардеп 6-го скликання з 23 листопада 2007 до 12 грудня 2012 від «Блоку Тимошенко», № 64 в списку. На час виборів: тимчасово не працював, член ВО «Батьківщина». Член фракції «Блок Юлії Тимошенко» (з листопада 2007). Член Комітету з питань правосуддя (грудень 2007 — лютий 2009), член Спеціальної контрольної комісії з питань приватизації (з грудня 2007), голова підкомітету з питань фінансового забезпечення та розвитку матеріально-технічної бази судової системи України Комітету з питань правосуддя (з лютого 2009).

З 12 грудня 2012 до 27 листопада 2014 — нардеп 7-го скликання від партії «Батьківщина», № 48. Заступник голови Комітету Верховної Ради з питань податкової та митної політики, член Спеціальної контрольної комісії з питань приватизації.

## Державницька діяльність
11 березня 2014 указом Президента України призначено т.в.о. заступника глави Адміністрації Президента. (11.03.2014-23.08.2014). На цій посаді займався в першу чергу визволенням заручників, захоплених у АР Крим.
Особисто вів переговори і домігся визволення 40 осіб, у тому числі: журналістів знімальної групи «Вавилон'13» Ярослава Пілунського та Юрія Грузинова, активістів Андрія Щекуна, Анатолія Ковальського, Алексія Гриценко, командуючого ВМС України адмірала Сергія Гайдука, його заступника генерала Ігоря Воронченко, полковника Юлія Мамчура, капітана 1-го рангу Олександра Калачева, командира «Феодосійських морпіхів» Дмитра Делятицького і його заступника, та ін.
Після прийняття політичним керівництвом України рішення про відвід військових з Криму організовував евакуацію родин військовослужбовців, курсантів і військових ліцеїстів. Особисто вів переговори про вивід з окупованого Криму української військової техніки, завдяки чому вдалось повернути на материк 3502 одиниці військової техніки та озброєння, у тому числі: бойові гвинтокрили, літаки, кораблі, артилерійські системи, броньовану техніку та інше.
За операцію з визволення заручників і виведення військової техніки був нагороджений іменною вогнепальною зброєю. Надалі ініціював перекриття Північнокримського каналу та процес відновлення діяльності Представництва Президента України в Криму, Прокуратури Криму та Головного Управління МВС України в Криму на материковій частині України.
4 вересня 2014—20 жовтня 2014 — Голова Тимчасової слідчої комісії Верховної Ради України з питань розслідування обставин трагічних подій, що призвели до загибелі та захоплення в полон бійців добровольчих батальйонів, а також Збройних сил України біля міста Іловайськ Донецької області.
Комісія під керівництвом А. Сенченка 20 жовтня 2014 року оприлюднила звіт, в якому на Президента України Петра Порошенка було покладено відповідальність за порушення Конституції України і закону «Про оборону України», що призвело до дезорганізації оборони держави, чисельних людських жертв і великих матеріальних втрат.
Також, відповідальність за неадекватні дії та бездіяльність у критичних ситуаціях було покладено на начальника Генерального Штабу ЗСУ Віктора Муженка, начальника штабу АТО В. Назарова та міністра оборони В. Гелетея.

## Погляди
З першого до останнього дня Революції Гідності очолював комендатуру Жовтневого палацу на Майдані. Єдиний народний депутат з фракції «Батьківщина» (до відокремлення «Народного фронту»), що публічно виступив проти підписання угоди з Януковичем.
Засудив тимчасову окупацію Автономної республіки Крим Росією. Визнає РФ державою-агресором щодо України. Виступив проти виводу українських військових з Криму.
Виступає за притягнення РФ до юридичної відповідальності як держави агресора і здійснює системну роботу в цьому напрямі.

## Громадська діяльність
Голова громадського руху «Сила права», який провадить активну правозахисну діяльність. Цим рухом розроблена і впроваджується в життя правова стратегія притягнення РФ до відповідальності як держави агресора. Мережа юридичних офісів руху в Україні, надає безкоштовну правову допомогу громадянам, що постраждали внаслідок збройної агресії РФ проти України. Результатом цих зусиль стало формування широкої позитивної судової практики за такими позовами, а також судове рішення про накладання арешту з метою забезпечення позовів потерпілих громадян на право РФ вимагати 3 мільярди доларів кредитних коштів та відсотки за ними.
Всеукраїнським рухом «Сила права» у 2017 році створено «Центр деокупації та реінтеграції тимчасово окупованих територій», а також Антимонопольний центр України.
З вересня 2020 року голова об'єднання організацій роботодавців "Національна асоціація підприємств оборонної промисловості України".

## Родина
Одружений, дружина — Сенченко Тетяна Яківна (1958). Син — Сенченко Дмитро Андрійович (1981).